# Задня камера ока

1 - Склера. 2 - Судинна оболонка. 3 - Канал Шлемма. 4 - Корінь райдужки. 5 - Рогівка. 6 - Райдужка. 7 - Зіниця. 8 - Передня камера ока. 9 - Задня камера ока. 10 - Війчасте тіло. 11 - Кришталик. 12 - Скловидне тіло. 13 - Сітківка. 14 - Зоровий нерв. 15 - Зонулярні волокна.

Задня камера ока (лат. camera posterior bulbi) — вузький простір між задньою поверхнею райдужки і пердньою поверхнею кришталика, циліарним тілом і цинновою зв'язкою, що заповнений водянистою вологою. У задній камері ока розміщені відростки циліарного тіла, що продукують цю вологу. 
З більшою передньою камерою ока вона сполучається через зіницю.